# Marie-Madeleine Lachenais
Marie-Madeleine Lachenais, conocida como Joute (Arcahaie, Haití, 1778-Kingston, Jamaica británica, 22 de julio de 1843) fue una política haitiana, consejera política del presidente Alexandre Sabès Pétion y del presidente Jean-Pierre Boyer. Ejerció una influencia significativa sobre los asuntos de Estado durante sus presidencias, en un período de 36 años (1807-1843). Fue llamada «Presidenta de dos presidentes» y se la consideraba la mujer más poderosa políticamente en la historia de Haití antes de la introducción del sufragio femenino en 1950.

## Biografía
Marie-Madeleine Lachenais era hija de Marie Thérèse Fabre y el coronel francés de Lachenais. Tuvo una relación con Alexandre Petion, con quien tuvo dos hijas, Cecile y Hersilie. En 1807, Alexandre Petion se convirtió en presidente y ella actuó como su asesora. Petion nombró a Jean-Pierre Boyer como su sucesor con su apoyo.
También se desempeñó como consejera política de Boyer y tuvo una hija con él. Su voluntad afectó las leyes aprobadas en el parlamento entre 1818 y 1840. En 1838, persuadió a Boyer para que permaneciera como presidente cuando él pensó en dimitir. También reveló e impidió un golpe planificado, en el que estuvo involucrado Faustin Soulouque.
Después de la deposición de Boyer en 1843, Lachenais y sus hijas, fueron escoltadas a un barco para seguir a Boyer en su exilio a Jamaica. Ella y sus hijas vivían de una pensión de Haití, que oficialmente solo le fue otorgada a su hija Cecile. 